# Marcos Azcona
Marcos Azcona (Saladas, 1819 - Mercedes, 1879) fue un militar correntino con destacada participación en las Guerras civiles argentinas y en la Guerra del Paraguay.

## Biografía
Marcos Azcona nació en Saladas, provincia de Corrientes, el 19 de octubre de 1819. Vivió en Mercedes (Corrientes) desde muy niño. 
Ingreso a las milicias locales y se incorporó al ejército de reserva del general José María Paz.
Asistió a la Batalla de Caaguazú el 28 de noviembre de 1841 y cuando Justo José de Urquiza invadió su provincia lo combatió en Laguna Limpia (4 de febrero de 1846) y en Vences (26 de noviembre de 1847). 
Hizo la guerra del Paraguay en 1865 con el grado de capitán encargándose del adiestramiento de un contingente de caballería, y siendo ascendido a sargento mayor participó de los combates de Laguna Brava, San Cosme, Itapirú, Estero Bellaco, Tuyutí, Boquerón y Curupaytí, en la que fue ascendido a teniente coronel.
Se destacó por su gran coraje y valentía al frente de la célebre caballería Paiubrera, mereciendo que el general Bartolomé Mitre lo calificara como "la primera lanza"' del ejército correntino.
Terminada la guerra regresó a Corrientes y tomó parte a las órdenes del gobernador Santiago Baibiene de la lucha contra Ricardo López Jordán en 1870, participando de los combates de Santa Rosa y Ñaembe (26 de enero de 1871).
En 1873 intervino en la segunda campaña de López Jordan y participó de la Batalla de Don Gonzalo (9 de diciembre de 1873).
Alcanzó el grado de coronel pero en 1874 fue destituido de todos sus cargos militares acusado de fomentar la revuelta y cometer traición al gobierno. En 1878, habiéndose retirado las tropas de la intervención federal de Victorino de la Plaza, por orden del general José Inocencio Arias, estalló en Goya una revolución liberal mitrista al mando de Marcos Azcona, quien acompañado por los coroneles Plácido Martínez y Raimundo Reguera derrotó a las fuerzas del gobernador autonomista Manuel Derqui al mando del coronel Luciano Cáceres y Velerio Insaurralde en la sangrienta batalla de Ifrán.
Luego de ese triunfo, Azcona se retiró enfermo a su estancia para finalmente fallecer en la ciudad de Mercedes (Corrientes) el 19 de octubre de 1879 en su casa ubicada en Belgrano 540 de esa ciudad.
Sus restos se encuentran en el mausoleo erigido en el Parque Mitre (antiguo cementerio) de Mercedes, conocido como el "Monolito de Azcona".
Estaba casado con Dionisia Casco, quien pertenecía a una tradicional y acaudalada familia de la tercera sección rural del departamento de Mercedes.